# Verner E. Suomi
Verner Edward Suomi (6 décembre 1915–30 juillet 1995) est un éducateur, inventeur et météorologue finno-américain. Il est considéré comme le père de la météorologie satellitaire. Il a inventé le radiomètre à balayage rotatif, qui a été pendant de nombreuses années l'instrument des satellites météorologiques GOES, générant les séquences temporelles d'images de nuages vues à télévision. Le satellite en orbite polaire Suomi NPP, lancé en 2011, a été nommé en son honneur.

## Biographie
Suomi est née à Eveleth, Minnesota, des Finlandais suédophones John et Anna Suomi. Ses parents sont arrivés aux États-Unis en 1902 depuis les îles Åland en provenance de Finlande. Il était le sixième de sept enfants et a survécu à tous sauf deux sœurs, Esther et Edith,. Il a reçu son premier diplôme du Winona Teachers College (maintenant Université d'État de Winona) en 1938. Il a enseigné les sciences à l'école secondaire de 1938 à 1941.
Au début de la Seconde Guerre mondiale, Suomi s'inscrit à un cours de patrouille aérienne civile durant lequel il s'initie la météorologie. Il retourne donc aux études dans ce domaine à l'Université de Chicago tout en formant les cadets de la United States Army Air Forces (USAAF). En 1948, Suomi devient l'un des premiers membres du corps professoral du Département de météorologie de l'Université du Wisconsin à Madison.
Il obtient finalement son doctorat en 1953 de l'université de Chicago avec comme thèse « la mesure le bilan thermique d'un champ de maïs ». Cette recherche l'amena à s'intéresser aux satellites artificiels développés pour la course à l'espace débutant au milieu des années 1950 et qui avaient le potentiel de devenir un outil de télémesure météorologique. En 1959, un radiomètre à plaque plate de Suomi équipait un satellite lancé en orbite. Il a permis un premier bilan thermique de la Terre en corrélant les observations satellitaires et celles des taux de refroidissement atmosphériques mesurés par des radiomètres à flux net installés sur des ballons météorologiques. Cela a permis d'établir le rôle important joué par les nuages dans l'absorption de l'énergie solaire.
En 1965, Robert Parent et Suomi fondèrent le Space Science and Engineering Center (en) (SSEC). De là est né le premier satellite météorologique à fournir des images depuis une orbite géostationnaire, nommé Applications Technology Satellite (ATS-1) et lancé le 6 décembre 1966, qui comprenait un radiomètre à balayage rotatif. L'ATS-3 qui suivit, lancé en novembre 1967, réalisa qui a pris les premières images couleur du disque terrestre.
Suomi a dirigé le développement de McIDAS (Man-computer Interactive Data Access System) en 1972, pour afficher les images produites par ses satellites tels que SMS-1 en 1974, et en extraire le mouvement observé des nuages pour déterminer la vitesse et la direction du vent. Suomi ne s'est pas arrêté pour la météorologie satellitaire sur Terre et il a participé au développement de radiomètres à flux net et d'autres instruments pour l'exploration de Vénus, Jupiter, Saturne et Uranus dont ceux de la sonde Pioneer Venus en 1978.
Il a officiellement pris sa retraite de l'enseignement à l’UW-Madison en 1986 mais a continué à enseigner un cours hebdomadaire de météorologie de premier cycle comme professeur émérite. Il est décédé à l'University Hospital de Madison, Wisconsin, le 30 juillet 1995 des suites d'une longue maladie du cœur.

## Notoriété
Verner Suomi a reçu plusieurs prix durant sa vie dont :
- 1961 : prix Clarence Leroy Meisinger, pour les réalisations en recherche aérologique, décerné par l'American Meteorological Society (AMS) ;
- 1968 : médaille Carl-Gustaf Rossby de l'AMS ;
- 1971 : prix Robert M. Losey en reconnaissance de contributions exceptionnelles à la météorologie appliquée à l'aéronautique de l'American Institute of Aeronautics and Astronautics (AIAA) ;
- 1974 : prix d'excellence du groupe de la fonction publique de la National Aeronautics and Space Administration (NASA) ;
- 1980 : prix Charles Franklin Brooks pour ses nombreuses contributions de sagesse et de leadership, tant formelles qu'informelles, mais surtout en tant que conseiller et président de l'AMS ;
- 1980 : prix William T. Pecora pour une application exceptionnelle de la télédétection de l'atmosphère par l'Institut d'études géologiques des États-Unis ;
- 1985 : médaille commémorative pour ses contributions aux programmes internationaux de géophysique par le Comité géophysique soviétique ;
- 1985 : médaillon d'argent pour des contributions pionnières exceptionnelles essentielles au développement des systèmes et services opérationnels par satellite civils américains par la National Oceanic and Atmospheric Administration ;
- 1990 : prix environnemental de la Fondation Walter Ahlström de Finlande[9] ;
- 1993 : 38e prix de l'Organisation météorologique internationale pour ses contributions pionnières en tant que père des satellites météorologiques, établissant le domaine de la météorologie par satellite par l'Organisation météorologique mondiale (OMM).

Il a été membre de plusieurs sociétés savantes dont :
- 1965 : membre étranger de l'Académie finlandaise des sciences ;
- 1966 : membre de l'Académie nationale d'ingénierie des États-Unis ;
- 1968 : élu président de l'AMS ;
- 1970 : membre étranger de l'Académie Léopoldine, Allemagne ;
- 1975 : membre étranger de l'Académie internationale d'astronautique, France ;
- 1976 : élu membre de l'American Philosophical Society ;
- 1977 : élu membre élu de l'Académie américaine des arts et des sciences :
- 1977 : médaille nationale de la science de la Fondation nationale pour la science :
- 1992 : membre honoraire de l'Association américaine pour l'avancement de la science.

En 1997, l'AMS a créé la « médaille Verner Suomi » en reconnaissance de sa carrière. Elle est décernée en reconnaissance de réalisations technologiques très significatives dans les sciences atmosphériques ou océaniques et hydrologiques qui englobe l'ensemble du spectre de l'instrumentation, ainsi que les méthodologies d'observation, de mesure, de transmission de données, ainsi que d'analyse et de synthèse de données. En 2012, le programme du système national de satellites environnementaux opérationnels de satellites météorologiques a nommé le satellite à orbite polaire Suomi NPP en son honneur.